# Framecourt
Framecourt är en kommun i departementet Pas-de-Calais i regionen Hauts-de-France i norra Frankrike. Kommunen ligger i kantonen Saint-Pol-sur-Ternoise som tillhör arrondissementet Arras. År 2022 hade Framecourt 115 invånare.

## Befolkningsutveckling
Antalet invånare i kommunen Framecourt
| Referens: INSEE |